# Hans Piepho

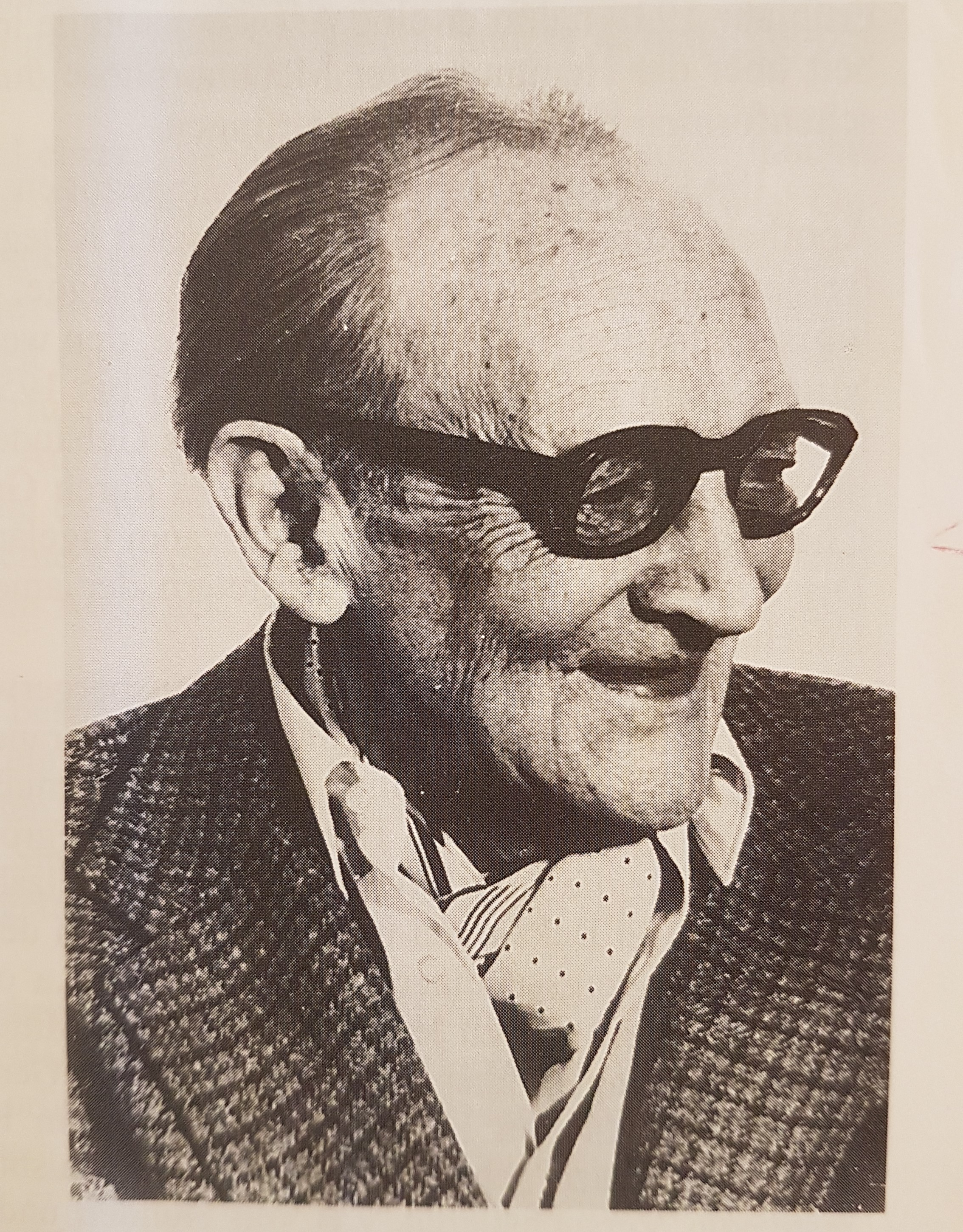
Göttingen 1989

Hans Piepho (* 10. Mai 1909 in Eimbeckhausen; † 1993) war ein deutscher Zoologe, Forscher und Hochschullehrer.
Piepho wurde 1935 in Göttingen promoviert und habilitierte sich 1942 in Köln. Er wirkte anschließend als Universitätsdozent in Köln und ab 1945 in Göttingen. 1949 wurde er außerplanmäßiger Professor, 1964 außerordentlicher Professor und 1967 schließlich ordentlicher Professor. Er arbeitete als Entwicklungsphysiologe am II. Zoologischen Institut der Georg-August-Universität in Göttingen. Sein Forschungsgebiet war die Steuerung der Larven- und Puppenhäutung bei Insekten durch Hormone (Juvenilhormon). Sein Forschungsobjekt war vor allem die Große Wachsmotte (Galleria mellonella).

## Werke
- Über die Temperaturmodifikabilität und Genetik zweier rotäugiger Rassen der Mehlmotte Ephestia kuehniella Zeller. In: Wilhelm Roux’ Archiv für Entwicklgsmechanik der Organismen. Band 133, Heft 4, S. 495–517, Berlin 1935, zugleich Göttingen, Math.-naturwiss. Diss.
- zusammen mit Alfred Kühn: Über hormonale Wirkungen bei der Verpuppung der Schmetterlinge. In: Nachrichten von der Gesellschaft der Wissenschaften zu Göttingen. Mathematisch-physikalische Klasse. Fachgr. 6, N. F. Band 2, Nr. 9, S. 141–154, Vandenhoeck & Ruprecht, Göttingen 1936
- Wachstum und totale Metamorphose an Hautimplantaten bei der Wachsmotte Galleria mellonella L. Biologisches Zentralblatt 58, S. 356–366 (1938).
- Über die Hemmung der Verpuppung durch Corpora allata. Untersuchungen an der Wachsmotte Galleria mellonella L. Biologisches Zentralblatt 60, S. 367–393 (1940).
- Untersuchungen zur Entwicklungsphysiologie der Insektenmetamorphose. Über die Puppenhäutung der Wachsmotte Galleria mellonella L. In: Wilhelm Roux' Archiv für Entwicklungsmechanik der Organismen. Band 141, Heft 3, S. 500–583, Springer, Berlin 1942, zugleich Köln, Phil. F., Habilitationsschrift, 1942
- Determinationsvorgänge in der Entwicklung der Schmetterlingshaut.  Vandenhoeck & Ruprecht, Göttingen 1947
- Über die Hemmung der Falterhäutung durch Corpora allata. Untersuchungen an der Wachsmotte Gatteria mellonella L. Biologisches Zentralblatt 69, S. 261–271 (1950).
- mit Adelheid Heims: Das Kutikulamuster der Schmetterlingslarve und die hormonale  Grundlage seiner Entstehung. Untersuchungen an der Wachsmotte Galleria  mellonella L. In: Zeitschrift für Naturforschung. 7 b, S. 231–237 (1952).[1]
- Das Göttinger Zoologische Museum in der Nachkriegszeit. In: Fritz Steiniger (Hrsg.): Natur und Jagd in Niedersachsen. Festschrift zum 70. Geburtstage von Hugo Weigold. Beiträge zur Naturkunde  Niedersachsens. (Sonderausgabe), Hildesheim 1956, S. 72–74
- Das Göttinger Zoologische Museum in der Nachkriegszeit. Beiträge zur Naturkunde Niedersachsens. In: Festschrift zum 70. Geburtstag von Dr. H. Weigold. Göttingen 1956, S. 72–74.[2]
- Juvenilhormon und Verhalten bei der Wachsmotte. Springer, Berlin u. a. 1967